# Matej Beňuš
Matej Beňuš (Bratislava, 2 de noviembre de 1987) es un deportista eslovaco que compite en piragüismo en la modalidad de eslalon. Su hermana Dana compite en el mismo deporte.
Participó en tres Juegos Olímpicos de Verano, obteniendo dos medallas, plata en Río de Janeiro 2016 y bronce en París 2024, ambas en la prueba de C1 individual, y el sexto lugar en Tokio 2020, en la misma prueba.
Ganó doce medallas en el Campeonato Mundial de Piragüismo en Eslalon entre los años 2009 y 2022, y catorce medallas en el Campeonato Europeo de Piragüismo en Eslalon entre los años 2007 y 2025.
En los Juegos Europeos de Cracovia 2023 consiguió una medalla de plata en la prueba de C1 por equipos.

## Palmarés internacional
| Juegos Olímpicos   | Juegos Olímpicos               | Juegos Olímpicos  | Juegos Olímpicos |
| Año                | Lugar                          | Medalla           | Competición      |
| ------------------ | ------------------------------ | ----------------- | ---------------- |
| 2016               | Río de Janeiro (Brasil)        | Medalla de plata  | C1 individual    |
| 2024               | París (Francia)                | Medalla de bronce | C1 individual    |
| Campeonato Mundial |                                |                   |                  |
| Año                | Lugar                          | Medalla           | Competición      |
| 2009               | Seo de Urgel (España)          | Medalla de oro    | C1 por equipos   |
| 2010               | Liubliana (Eslovenia)          | Medalla de oro    | C1 por equipos   |
| 2011               | Bratislava (Eslovaquia)        | Medalla de oro    | C1 por equipos   |
| 2011               | Bratislava (Eslovaquia)        | Medalla de bronce | C1 individual    |
| 2013               | Praga (República Checa)        | Medalla de oro    | C1 por equipos   |
| 2014               | Deep Creek (Estados Unidos)    | Medalla de oro    | C1 por equipos   |
| 2015               | Londres (Reino Unido)          | Medalla de oro    | C1 por equipos   |
| 2017               | Pau (Francia)                  | Medalla de oro    | C1 por equipos   |
| 2018               | Río de Janeiro (Brasil)        | Medalla de oro    | C1 por equipos   |
| 2019               | Seo de Urgel (España)          | Medalla de oro    | C1 por equipos   |
| 2021               | Bratislava (Eslovaquia)        | Medalla de bronce | C1 por equipos   |
| 2022               | Augsburgo (Alemania)           | Medalla de plata  | C1 por equipos   |
| Juegos Europeos    |                                |                   |                  |
| Año                | Lugar                          | Medalla           | Competición      |
| 2023               | Cracovia (Polonia)             | Medalla de plata  | C1 por equipos   |
| Campeonato Europeo |                                |                   |                  |
| Año                | Lugar                          | Medalla           | Competición      |
| 2007               | Liptovský Mikuláš (Eslovaquia) | Medalla de oro    | C1 por equipos   |
| 2008               | Cracovia (Polonia)             | Medalla de oro    | C1 por equipos   |
| 2010               | Bratislava (Eslovaquia)        | Medalla de oro    | C1 por equipos   |
| 2010               | Bratislava (Eslovaquia)        | Medalla de plata  | C1 individual    |
| 2012               | Augsburgo (Alemania)           | Medalla de oro    | C1 por equipos   |
| 2013               | Cracovia (Polonia)             | Medalla de oro    | C1 por equipos   |
| 2013               | Cracovia (Polonia)             | Medalla de bronce | C1 individual    |
| 2015               | Markkleeberg (Alemania)        | Medalla de oro    | C1 por equipos   |
| 2015               | Markkleeberg (Alemania)        | Medalla de bronce | C1 individual    |
| 2016               | Liptovský Mikuláš (Eslovaquia) | Medalla de oro    | C1 por equipos   |
| 2021               | Ivrea (Italia)                 | Medalla de oro    | C1 por equipos   |
| 2021               | Ivrea (Italia)                 | Medalla de plata  | C1 individual    |
| 2024               | Tacen (Eslovenia)              | Medalla de bronce | C1 por equipos   |
| 2025               | Vaires-sur-Marne (Francia)     | Medalla de bronce | C1 por equipos   |